# Thomas Bond, I baronetto
Thomas Bond (Peckham, 1658 – 8 giugno 1685) è stato un nobile inglese.

## Biografia
Venne creato baronetto il 9 ottobre 1658. A parte questo non molto si conosce di lui e nemmeno le date esatte della sua nascita, matrimonio e morte. Era intendente della Casa della Regina Madre di  Carlo II, un incarico presumibilmente agevolato da una tangente di "1.000 pistole" pagata al conte di St Albans. Acquisì un considerevole patrimonio da suo cognato Sir Thomas Grimes Bart e Bond Street prese il nome da lui che ne era stato uno degli artefici della sua edificazione. Si dice che avesse costruito la Manor House di Peckham, che è stata da tempo demolita ed è ora il sito di Peckham Hill Street (formalmente chiamata Hill Street). 
Egli è menzionato nel diario di Samuel Pepys, sotto la voce relativa al Boxing Day del 26 dicembre 1660:
Sposò una francese, Marie da la Garde, figlia di Charles Peliot, Sieur de la Garde di Parigi. Si dice ella fosse una delle cameriere private della regina madre. Ebbero due figli (Henry e Thomas) ed una figlia (Anne Elizabeth).  Abitarono in una casa su Pall Mall ed una casa di campagna a Peckham e Camberwell. Risulta anche che abbia posseduto delle proprietà a Kirkby Malham, Malham Dale e Fountains Fell nello Yorkshire.

## Stemma
Lo stemma della famiglia Bond era riportato in una vetrata della chiesa di St Giles, Camberwell, ora distrutta.